# Người Anh da trắng
Người Anh da trắng (tiếng Anh: White British) là nhóm dân tộc lớn nhất trong Tổng điều tra dân số Anh năm 2001, chiếm 92,1% trong số hơn 54 triệu người của Vương quốc Anh. Theo điều tra dân số Anh năm 2001, người Anh da trắng bao gồm tất cả công dân Anh có tổ tiên là người châu Âu, tổ tiên của họ có thể đến từ Nga hoặc thậm chí là Thổ Nhĩ Kỳ. Do đó, người Do Thái cũng thuộc người Anh da trắng.
Người Anh da trắng là những người thường xuyên làm việc và hoạt động kinh tế lớn nhất ở Anh. Tỷ lệ thất nghiệp của họ là thấp nhất, khoảng 4%, so với các nhóm dân tộc khác, trong khi tỷ lệ thất nghiệp của phụ nữ thấp hơn. Ngoại trừ người Anh da trắng, tỷ lệ thất nghiệp của các chủng tộc nhỏ màu trắng khác được đánh dấu là "người da trắng khác" cao hơn.
Theo thống kê, người Anh da trắng có nhiều Kitô giáo hơn các nhóm dân tộc khác, chiếm khoảng 63%. Khoảng 27% người Anh da trắng không có tín ngưỡng tôn giáo, và khoảng 7% người Anh da trắng từ chối tiết lộ niềm tin tôn giáo của họ.
Sự phân bố tuổi của người Anh da trắng trong kim tự tháp dân số là rất trung bình. Khoảng 64% người Anh da trắng dao động từ 16 đến 64 tuổi, 19% dưới 16 tuổi và khoảng 19% trên 64 tuổi. Tỷ lệ các nhóm trẻ ở tất cả các nhóm dân tộc khác là tương đối lớn. Trong số những người Anh da trắng, nam chiếm 41% và nữ chiếm 59%. Trong số nhiều dân tộc, nam có tỷ lệ thấp nhất.

## Dân số
| Vùng ở Anh               | Dân số Anh da trắng | Tỷ lệ dân số địa phương | Năm   |
| ------------------------ | ------------------- | ----------------------- | ----- |
| Scotland                 | 4.863.000           | 91,9%                   | 2011. |
| Wales                    | 2.855.450           | 93,2%                   | 2011. |
| Bắc Ireland              | 2.431.423           | 93,6%                   | 2011. |
| South West England       | 4.855.676           | 91,8%                   | 2011. |
| North West England       | 6.141.069           | 87,1%                   | 2011. |
| Yorkshire and the Humber | 4.531.137           | 85,8%                   | 2011. |
| South East England       | 4.986.170           | 85,3%                   | 2011. |
| East Midlands            | 3.871.146           | 85,4%                   | 2011. |
| South East England       | 7.358.998           | 85,2%                   | 2011. |
| West Midlands            | 4.434.333           | 79,2%                   | 2011. |
| Đại Luân Đôn             | 3.669.284           | 44,9%                   | 2011. |